# Bleem!
Bleem!은 1999년에 Bleem Company가 출시한 IBM 호환 PC와 드림캐스트용 플레이스테이션 에뮬레이터이다. 에뮬레이터가 생존하던 동안 공격적으로 마케팅한 몇 안 되는 상용 소프트웨어 에뮬레이터 중 하나로 잘 알려져 있으며 드림캐스트에서 구동된다는 점으로 인해 수많은 법적 소송에 휘말렸다.

## 역사
Bleem!은 PC나 드림캐스트 게임 콘솔(드림캐스트 버전은 Bleem! for Dreamcast라는 이름으로 출시)에서 오리지널 플레이스테이션 게임을 즐길 수 있게 설계된 플레이스테이션 에뮬레이터였다. 1999년 3월 출시되었다. Bleem!을 개발하고 상용화한 회사는 처음에 오직 두 명의 사람으로 구성되었다. (사장 David Herpolsheimer, Randy Linden) 그러나 상업적인 단계에 들어서면서 Will Kempe, Scott Karol, Sean Kauppinen, Bryan Stokes, Paul Chen (로비오 엔터테인먼트)가 포함되었다.

### 환경
성능이 상당히 낮은 컴퓨터에서 당시 현 세대 콘솔의 풀 스피드 에뮬레이션을 허용하기 위해 개발자들은 Bleem!을 어셈블리어로 작성하였다. 이를 통해 정교한 최적화가 가능하게 되었다. 커넥틱스의 상용 버추얼 게임 스테이션과 달리 PC의 3차원 그래픽스 하드웨어를 이용하여 실제 하드웨어에서 불가능한 강화된 해상도와 필터된 텍스처를 허용하였다. 강화된 그래픽스라는 주장에도 불구하고 버그도 만연하였다.

## 논란

### 복사 보호
다운로드 가능한 조그마한 에뮬레이터의 재배포 문제를 방지하기 위해 사용자는 약 35 MB의 데이터가 포함된 Bleem!-CD를 구매해야 했다. 여기에는 DirectX 재배포 및 실제 버전의 Bleem!이 포함되어 있다. CD의 나머지 부분은 복사 보호를 위해서만 존재하며 전통적인 수단으로 복사가 불가능하였다. 그럼에도 불구하고 복사 보호는 출시 후 2주 안에 크랙되었다.
이 에뮬레이터의 추가적인 업데이트는 회사가 수년 후 영업을 중단할 때까지 무료였다.

### 소니의 소송
Bleem!이 자사의 에뮬레이터의 선주문을 시작한지 이틀 뒤 소니는 이들이 자신들의 권리를 위반하고 있으며 플레이스테이션 게임을 소니가 아닌 하드웨어에서 구동할 수 있는 접근을 제공하는 것이 부정경쟁을 일으킨다고 주장하면서 소송을 냈다.
궁극적으로 Bleem!이 소송에서 승리하였다. 소니는 Bleem!의 플레이스테이션 게임의 스크린샷을 패키징에 사용한 것을 포함한 모든 소송에서 졌다. 법원은 Bleem!이 저작권 있는 스크린샷을 사용한 것이 공정 이용에 해당된다면서 계속 사용을 해도 된다고 판정하였다.
법적인 승리에도 불구하고 법적 비용이 이 회사의 영업이 불가능하도록 만들었다.

## 같이 보기
- Bleemcast!